# Siracusa
Siracusa (tiếng Ý: Siracusa phát âm [siraˈkuːza] ⓘ; tiếng Sicilia: Sarausa; tiếng Hy Lạp cổ: Συράκουσαι Syrákousai) là một thành phố Ý. Thành phố tỉnh lỵ tỉnh Siracusa trong vùng Sicilia. Thành phố có diện tích km2, dân số là 123.453 người (ước tính năm 2010). Đây là thành phố đông dân lớn thứ 32 tại Ý.
Thành phố nổi tiếng với các công trình kiến trúc, lịch sử và văn hóa Hy Lạp và là nơi sinh của Archimedes. Thành phố có lịch sử 2700 năm.
Thành phố 2.700 năm tuổi đóng vai trò quan trọng trong thời cổ đại, khi nó là một trong những cường quốc lớn của thế giới Địa Trung Hải. Siracusa là nằm ở góc đông nam của đảo Sicilia, bên phải của vịnh Siracusa bên cạnh biển Ionia.
Thành phố được thành lập bởi Cô-rinh-tô Hy Lạp cổ đại và trở thành một thành phố-nhà nước rất hùng mạnh. Siracusa đã liên minh với Sparta và Corinth, gây ảnh hưởng trên toàn bộ khu vực Grecia Magna trong đó nó là thành phố quan trọng nhất. Sau khi mô tả của Cicero là "thành phố Hy Lạp lớn nhất và đẹp nhất", sau đó trở thành một phần của Cộng hòa La Mã và Đế chế Byzantine. Sau khi bị Palermo vượt qua về tầm quan trọng, là thủ đô của Vương quốc Sicilia. Cuối cùng, vương quốc được kết hợp với Vương quốc Naples để hình thành các Sicili cho đến khi thống nhất Italia năm 1860.
Thành phố được UNESCO công nhận là một di sản thế giới cùng với các Necropolis Pantalica. Trong khu vực trung tâm, thành phố chính nó có một dân số khoảng 125.000 người. 